# Bitwa w Cieśninie Otranto
Bitwa w Cieśninie Otranto – bitwa morska I wojny światowej pomiędzy Państwami Centralnymi a państwami Ententy stoczona 15 maja 1917 roku w Cieśninie Otranto.

## Plan
Wedle opracowanego planu, głównym celem wojsk centralnych, było poczynienie jak największych szkód w barierze. Założono przy tym uderzenie przy świetle dziennym, aby zwiększyć efektywność ataku na jednostki utrzymujące blokadę.

## Przebieg
Dowództwo marynarki naciskało na podjęcie próby przełamania blokady w Cieśninie Otranto i dwie takie próby miały miejsce. Pierwsza z nich doprowadziła do największej bitwy Austro-Węgierskiej Marynarki Wojennej w jej dziejach. 14 maja 1917 w morze wyszły trzy szybkie krążowniki „Saida”, „Helgoland” i flagowy „Novara” i osobno kierowały się ku cieśninie. W pewnym oddaleniu posuwały się kontrtorpedowce „Csepel” i „Balaton”, a w pobliżu znajdowały się okręty podwodne U-4 i U-27. Niemiecki U-Boot UC-25 postawił pole minowe pod Brindisi i obserwował wyjście z portu. Wsparcia udzielało także lotnictwo austro-węgierskie z Cattaro.
Pierwszy natknął się na kutry pilnujące sieci blokadowej „Saida” i o 4.20 rano 15 maja otworzył ogień, szybko zatapiając dwa i ciężko uszkadzając jeden trawler. „Helgoland” w drodze do wyznaczonego rejonu minął całe zgrupowanie kutrów, ale nie podejmował walki dążąc nierozpoznany na południe, gdzie jednak nie zastał żadnych okrętów nieprzyjaciela. Zawrócił więc i o 4.33 otworzył ogień szybko posyłając na dno cztery trawlery, a tuż po 5 rano kolejne cztery. Podobnie „Novara” – gdy nie znalazł niczego w wyznaczonym rejonie zawrócił, natknął się na flotyllę 12 kutrów i dokonał masakry. W sumie krążowniki zatopiły 14 trawlerów i wzięły do niewoli 72 brytyjskich marynarzy. W tym czasie kontrtorpedowce natknęły się na konwój trzech transportowców osłaniany przez włoski kontrtorpedowiec „Borea”. Po krótkiej wymianie ognia „Borea” stanął w płomieniach, dwa transportowce zatopiono, a trzeci ciężko uszkodzono. „Csepel” i „Balaton” skierowały się teraz na miejsce wyznaczonego spotkania z krążownikami, a w ślad za nimi szedł zespół brytyjskich krążowników „Bristol” i „Dartmouth” i pięciu włoskich kontrtorpedowców. Włoskie okręty – jako najszybsze – zostawiły w tyle krążowniki i dochodziły austro-węgierski zespół. Podczas wymiany ognia „Csepel” poważnie uszkodził czołowy kontrtorpedowiec przeciwnika, który wycofał się z walki, a jednostki austro-węgierskie znalazły schronienie pod czarnogórską wioską Giavatičići.
Tymczasem doszło to starcia krążowników. Brytyjczycy (dołączył krążownik „Marsala”) chcieli rozstrzygnąć walkę na dystans, Austro-Węgrzy dążyli do zbliżenia tak, by ich 100-milimetrowe działa mogły dosięgnąć przeciwnika. W czasie przedłużającej się walki zarówno „Saida”, jak i „Helgoland” zostały trafione. Najtrudniejsza jednak była sytuacja „Novary”, gdzie jeden pocisk eksplodował na pomoście ciężko raniąc dowódcę zespołu kmdr. Horthyego (dowództwo przejął Polak, kpt. Witkowski), a drugi zniszczył kondensator pary. Krążownik stanął. Około godz. 11 „Saida” wzięła „Novarę” na hol, a „Helgoland” ubezpieczał zespół atakowany niemal bez przerwy. O 12.25 nadszedł z pomocą krążownik pancerny „Sankt Georg”. Brytyjczycy zobaczyli duży okręt kwadrans wcześniej i – woląc nie ryzykować starcia z działami kalibru 240 mm – zawrócili do Brindisi, gdzie – niemal przed awanportem – „Dartmouth” został storpedowany przez wciąż czającego się tam UC-25 i bardzo poważnie uszkodzony, a francuski kontrtorpedowiec wszedł na minę (również dzieło niemieckiego U-Boota) i zatonął.

## Skutki
Bilans bitwy był następujący: po stronie Ententy stracono 2 kontrtorpedowce, 2 statki transportowe i 14 trawlerów, 1 krążownik został uszkodzony, poległo 83 ludzi, a 72 trafiło do niewoli. Po stronie austro-węgierskiej odnotowano uszkodzenia na „Helgolandzie” i „Novarze”, poległo 15 marynarzy. Pomimo uszkodzeń, jakich doznały okręty austro-węgierskie zasadniczy cel operacji został osiągnięty. Bariera przeciw okrętom podwodnym została poważnie uszkodzona, przedostawanie się okrętów (zwłaszcza podwodnych) na Morze Śródziemne i ich powrót do baz został znacznie ułatwiony. Stan taki miał się utrzymać przez kilka kolejnych miesięcy.